# Parczew (gemeente)
De gemeente Parczew is een stad- en landgemeente in het Poolse woiwodschap Lublin, in powiat Parczewski.
De zetel van de gemeente is in Parczew.
Op 30 juni 2004 telde de gemeente 14 985 inwoners.

## Oppervlakte gegevens
In 2002 bedroeg de totale oppervlakte van gemeente Parczew 146,23 km², waarvan:
- agrarisch gebied: 63%
- bossen: 25%

De gemeente beslaat 15,35% van de totale oppervlakte van de powiat.

## Demografie
Stand op 30 juni 2004:
| Omschrijving                   | Totaal | Totaal | Vrouwen | Vrouwen | Mannen | Mannen |
| ------------------------------ | ------ | ------ | ------- | ------- | ------ | ------ |
| eenheid                        | aantal | %      | aantal  | %       | aantal | %      |
| inwoners                       | 14 985 | 100    | 7697    | 51,4    | 7288   | 48,6   |
| bevolkingsdichtheid (inw./km²) | 102,5  | 102,5  | 52,6    | 52,6    | 49,8   | 49,8   |

In 2002 bedroeg het gemiddelde inkomen per inwoner 1174,12 zł.

## Plaatsen
Babianka, Brudno, Buradów, Jasionka, Koczergi, Komarne, Królewski Dwór, Laski, Michałówka, Pohulanka, Przewłoka, Siedliki, Sowin, Szytki, Tyśmienica, Wierzbówka, Wola Przewłocka, Zaniówka.

## Aangrenzende gemeenten
Dębowa Kłoda, Jabłoń, Milanów, Niedźwiada, Ostrów Lubelski, Siemień, Uścimów